# Bredevoort
Bredevoort (en bajo sajón neerlandés: Breevoort) es una ciudad en el municipio de Aalten de la Provincia de Güeldres, localizada al este de los Países Bajos y muy próxima a la frontera con Alemania.

## Historia
Villa anexionada por el Ducado de Güeldres en 1326. Fue parte de los Países Bajos de los Habsburgo desde 1543, hasta que fue tomada, saqueada y quemada por las Provincias Unidas, el 9 de octubre de 1597. Entre el 14 y el 22 de marzo de 1606 fue ocupada de nuevo por las tropas españolas.

## Enlaces externos

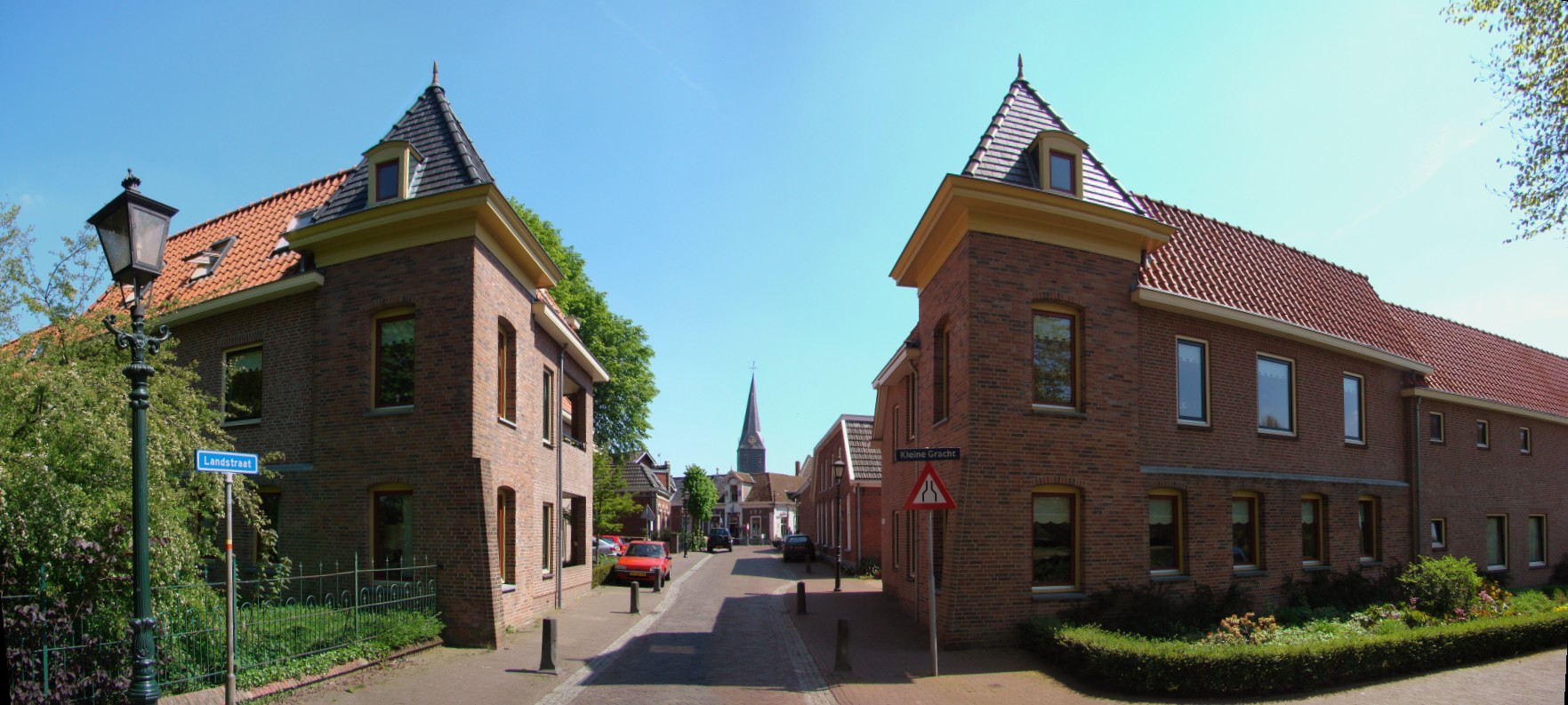
Bredevoort